# Hossein Alizâdeh
Hossein Alizâdeh (en persa: حسین علیزاده‎) es un  músico, compositor, conservador radif, investigador, profesor e intérprete de laúd y setar iraní. Ha tocado con músicos como Shahram Nazeri, Madjid Khaladj y Jivan Gasparyan, así como con numerosos conjuntos y orquestas.

## Carrera
Alizâdeh nació en 1951 en Teherán de padre azeríe (de Urmia) y madre persa (de Arak). Como adolescente asistió a la escuela secundaria en un conservatorio de música hasta el año 1975. Sus estudios de música continuaron en la Universidad de Teherán, donde su enfoque era la composición y el rendimiento. Comenzó estudios de posgrado en la Universidad de Arte de Teherán. Después de la Revolución Iraní, reanudó sus estudios en la Universidad de Berlín, donde estudió composición y musicología.
Alizâdeh toca el laúd y el sitar. Ha realizado presentaciones con dos orquestas nacionales, así como con el Conjunto Aref, el Conjunto Shayda , y los Maestros de la Música Persa. En Europa, su primera actuación profesional fue con la orquesta de la Compañía Bejart Ballet en una actuación de ballet de Maurice Béjart llamado Golestán.

## Premios
Ha sido nominado al Premio Grammy 2007, junto con el músico armenio, Djivan Gasparyan, por su álbum colaboración, The Endless Vision. En 2008, fue votado como el "más distinguido músico del año" en Irán.
En 28 de noviembre de 2014 se negó a aceptar la alta distinción francesa del arte, la Legión de Honor.

## Obras

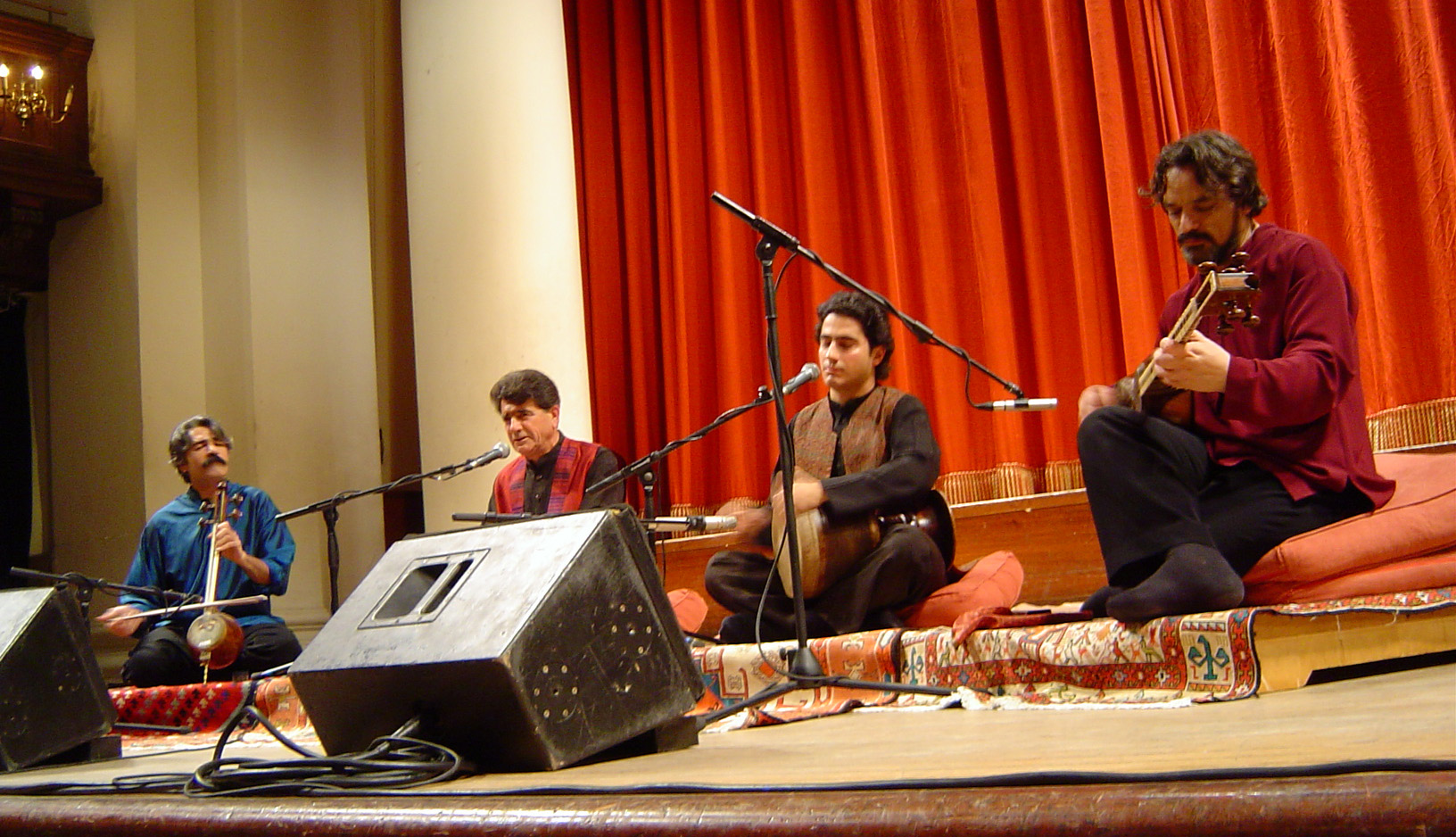
Alizadeh en concierto en Londres. De derecha a izquierda: Alizadeh, Homayoun Shajarian, Mohammad-Reza Shajarian y Kayhan Kalhor

- 2014 - Eşqim Gəl, con Hamavayan Conjunto (idioma azerbaiyano)[5]
- 2010 – lugar de Nacimiento de la Tierra, con  Conjunto Hamavayan.[6]
- 2009 – La Mitad De La Luna.[7]
- 2009 – Ecos de Luz con Madjid Khaladj.[8]
- 2007 – Oda A las Flores, con Conjunto Hamavayan.[9]
- 2006 – un Sinfín de Visión, con Djivan Gasparyan[10]
- 2005 – las Aves, con Madjid Khaladj y Homa Niknam.[11]
- 2005 – Faryad (El Grito),con MR Shajaian, Keyhan Kalhor y H Shajarian, Pueblo Mundial de la Música[12]
- 2003 – Sallaneh, Mahoor Instituto[13]
- 2002 – Bi A Ser Sar Nemishavad (Sin Ti), MR Shajarian,Keyhan Kalhor y Homayoun Shajarian, Pueblo Mundial de la Música
- 2001 – El & Bayat-e Tork con Hossein Omumi, M Ghavihelm, Mahoor Instituto
- 2000 – Zemestan ast (Es Invierno), Mehdi Akhavan de Ventas: Poemas MR Shajaian: Voces Hossein Alizadeh: Tar Keyhan Kalhor: Kamancheh H Shajarian: Voz & tombak Soroush Co.[14]
- 1999 – Raz-e No (Novela de Misterio), Hossein Alizadeh: Compositor, Tar, Tanbur Mohsen Keramati, Afsaneh Rasayi, Homa Niknam, Ali Samadpour: Voces Daryush Zargari: Tombak Mahoor Instituto[15]
- Paria, Qesseh-ye Dokhtara-ye Nane Darya (Paria, historia de las Hijas de la Madre del Mar)
- 1996 – Sobhgahi Hossein Alizadeh: Compositor Mohsen Karamati: Voces Mahoor Instituto
- 1995 – Musique iranienne: improvisaciones (کنسرت بداهه نوازی: نوا و همایون ): H. Alizadeh: tar & setar ; Madjid Khaladj: tombak, Buda Registros
- 1994 Paykubi Hossein Alizadeh: Setar Daryush Zargari: Tombak Mahoor Instituto
- 1993 – Hamnavaei Hossein Alizadeh: Tar Arshad Tahmasbi: Tar Dariush Zargari: Tombak Mahoor Instituto
- 1991 – Ava-ye Mehr (Canción de Campassion), Hossein Alizadeh: Compositor de la Orquesta de Instrumentos Autóctonos de Irán
- 1990 – No hay Bang-e Kohan (Antigua Llamada-de Nuevo) Mahoor Instituto
- 1988 – Shourangiz (Canción de Campassion), Hossein Alizadeh: Compositor Sheyda y Aref Grupos de Shahram Nazeri: Voces Mahoor Instituto
- 1989 – Torkaman, Hossein Alizadeh: Setar Mahoor Instituto
- 1988 – Raz-o-Niaz, Hossein Alizadeh: Compositor Sheyda y Aref Grupos de Alireza Eftekhari: Voces Mahoor Instituto
- 1986 –Sueño
- 1983 – NeyNava, Hossein Alizadeh: Compositor de Cuerda de la Orquesta Nacional de la Radio y la Televisión de Irán Djamshid Andalibi: Ney Solista
- 1983 – Osyan (Revuelta)
- 1977 – Hesar
- 1977 – Savaran-e Dasht-e Omid (Jinetes de la Llanura de la Esperanza)

## Banda sonora de películas
- El canto de los gorriones, 2008.[16]
- La Mitad De La Luna, 2006.
- Las tortugas pueden volar, 2004.
- Abjad ("Primera Carta"), 2003, compuesta por Abolfazl Jalili.
- Zamani baraye masti asbha ("Un Tiempo para los Caballos Borrachos"), 2000.
- Doxtarân e xorshid ('Hijas del Sol"), dirigida por María Shahriyâ, 2000.
- Gabbeh, 1995.
- Del Shodegân dirigida por Ali Hatami, 1992.
- Az Un'sar, ("Desde Hace Eones")